# Qi Xu
Qi Xu (peintre) ou Ch'i Hsü ou K'i Siu (祁序), appelé aussi Qi YU ou Ch'i Yü ou K'i Yu est un peintre chinois du Xe siècle, originaire du Jiangnan (région des provinces Zhejiang et Jiangsu). Ses dates de naissance et de décès, ne sont pas connues. 

## Biographie
Qi Xu est un peintre de fleurs, d'oiseaux, de buffles d'eau et de chats dont le National Palace Museum de Taipei conserve deux œuvres:
- Jeune garçon conduisant un buffle, peinture à l'encre inscrite avec le nom du peintre accompagnée du colophon d'un écrivain Yuan daté 1323.
- Paysage avec un buffle, avec une inscription de Wen Yuan datée 1325[1].